# Cronaca familiare
Cronaca familiare  (Brasil: Dois Destinos ) é um filme ítalo/francês, de 1962, do gênero drama, dirigido por Valerio Zurlini, roteirizado pelo diretor,  Mario Missiroli e Vasco Pratolini, música de Goffredo Petrassi.

## Sinopse
Criados separados, dois irmãos reencontram-se esporadicamente, adultos o mais velho passa a dedicar-se a cuidar do mais novo, frágil e doentio.

## Elenco
- Marcello Mastroianni ....... Enrico
- Jacques Perrin ....... Lorenzo
- Sylvie ....... Avó
- Salvo Randone ....... Salocchi
- Valeria Ciangottini ....... Enzina
- Serena Vergano ....... Freira no hospital
- Marco Guglielmi
- Franca Pasut

## Prêmios e indicações
- Premiado com Leão de San Marcos (Leão de Ouro) no festival de Veneza de 1962 ao lado do filme A Infância de Ivan (Ivanovo Detstvo).